# Antoine Estève Baissie
El padre Antoine Estève Baissie (†1816) fue un clérigo francés y escritor antimasónico, profesor de teología en la universidad de Montpellier.